# Park Narodowy Wysp Dziewiczych
Park Narodowy Wysp Dziewiczych (ang. Virgin Islands National Park) – park narodowy na Wyspach Dziewiczych Stanów Zjednoczonych, powstały 2 sierpnia 1956 r. Jest jednym z 59 parków narodowych na terenie USA. Zajmuje powierzchnię 59,5 km². Zajmuje 60% wyspy Saint Join oraz wyspę Hassel (ta ostatnia w zatoce portowej wyspy Saint Thomas). Został powołany decyzją Kongresu w celu ochrony krajobrazu tych wysp i ich raf koralowych, lasów mangrowych i pokładów trawy morskiej.

## Opis
Jeden z najbardziej egzotycznych parków narodowych USA, ustanowiony na granicy Morza Karaibskiego i otwartego Oceanu Atlantyckiego, na styku Wielkich i Małych Antyli. Obraz przyrody i historii regionu tworzą m.in.:
- krystalicznie czyste, niebiesko-zielone, ciepłe wody, zamieszkiwane przez stworzenia morskie, żyjące wokół rafy koralowej
- piaszczyste plaże porośnięte palmami kokosowymi i lasem tropikalnym, będące siedliskiem ponad 800 gatunków roślin
- relikty cywilizacji prekolumbijskich Indian
- pozostałości duńskiej plantacji trzciny cukrowej oraz afrykańskiego niewolnictwa

## Fauna i Flora
Przedstawiciele fauny i flory parku to m.in.: papugoryby, ryby anielskie, skorpeny, szkaradnice, krewetki, kraby, homary, ślimaki, barrakudy, mureny, płaszczki, żółwie czy rekiny.